# Phymaturus extrilidus
Phymaturus extrilidus — вид ігуаноподібних ящірок родини Liolaemidae. Ендемік Аргентини.

## Поширення і екологія
Phymaturus extrilidus відомі з типової місцевості, розташованої в горах Сьєрра-Ла-Інверналія в департаменті Ульюм у провінції Сан-Хуан. Вони живуть серед скель, місцями порослих рослинністю, на висоті від 3100 до 3200 м над рівнем моря. Живляться рослинністю, є живородними.